# Herman Doncker
Pour les articles homonymes, voir Doncker.

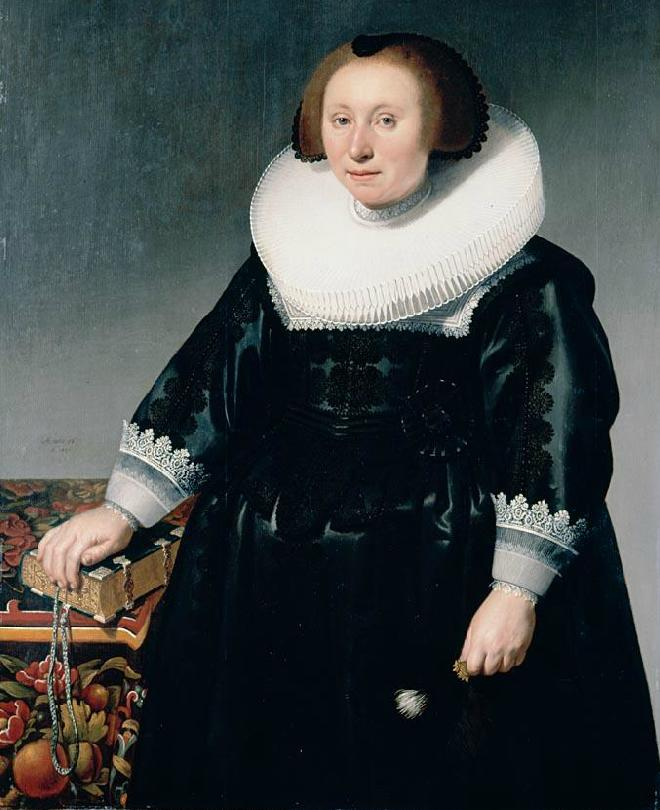
Portrait d'une inconnue, 1630

Herman Doncker, né vers 1600 et mort 1646, est un peintre du siècle d'or néerlandais.

## Biographie
Selon le RKD, il travaille à Haarlem pendant les années 1633-1640 et signe ses œuvres « H. Doncker » ou « HD ». Il date des portraits de 1627-1640. Il peint quelques œuvres pour le concile d'Enkhuizen.